# Porte de Montreuil (Métro Paris)

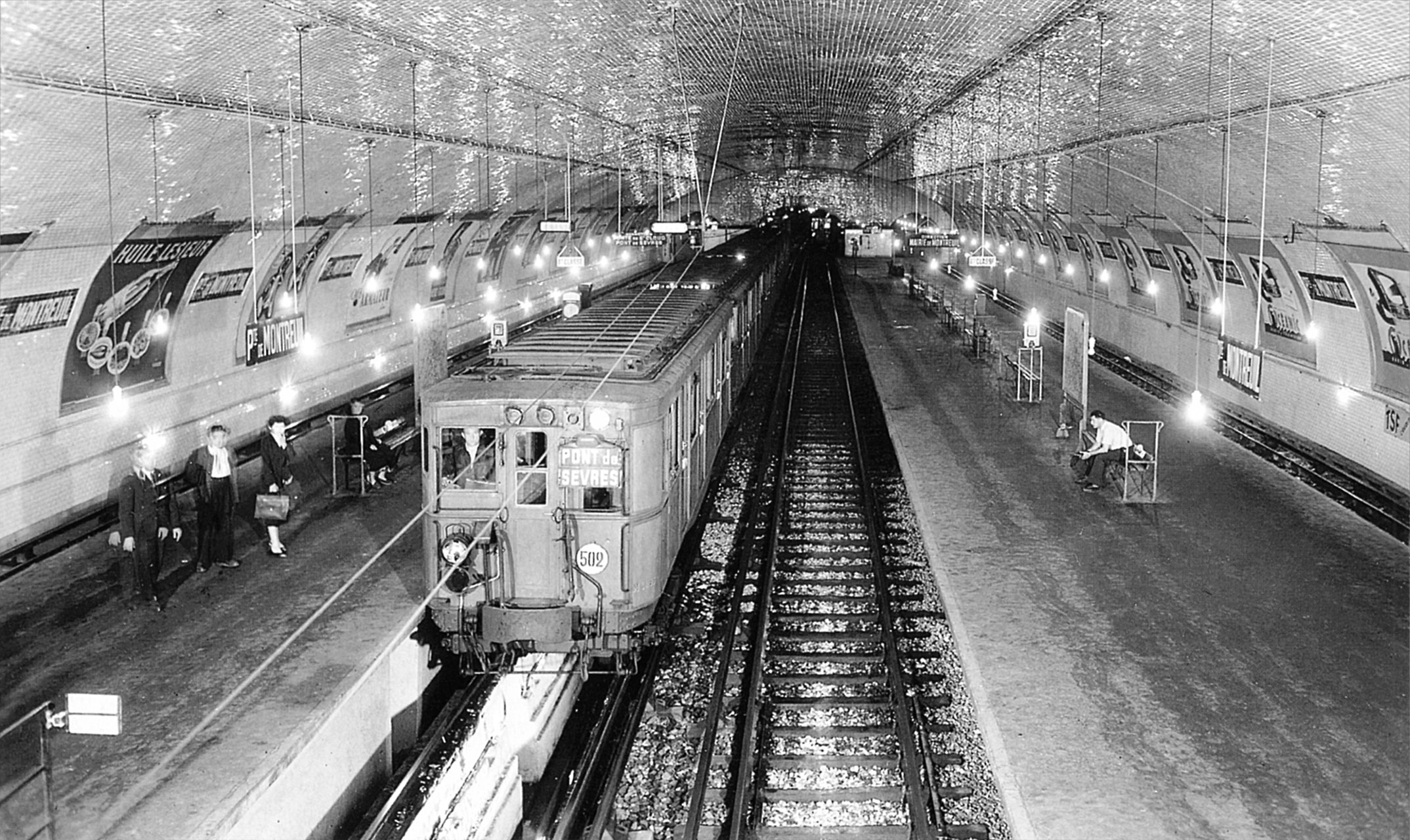
Die Station in den 1930er Jahren mit einem Sprague-Thomson-Zug

Der U-Bahnhof Porte de Montreuil ist eine unterirdische Station der Linie 9 der Pariser Métro.

## Lage
Die Station befindet sich im Quartier de Charonne des 20. Arrondissements von Paris. Sie liegt längs unter der Avenue de la Porte de Montreuil unmittelbar östlich deren Mündung in den Boulevard Davout.

## Name
Den Namen gibt die Porte de Montreuil, eines der 17 Stadttore der von 1840 bis 1844 errichteten Thiersschen Stadtbefestigung. Das nahegelegene Dorf Montreuil wurde im 12. Jahrhundert gegründet. Dessen Name entspringt dem lateinischen Wort monasterium (Kloster).

## Geschichte und Beschreibung

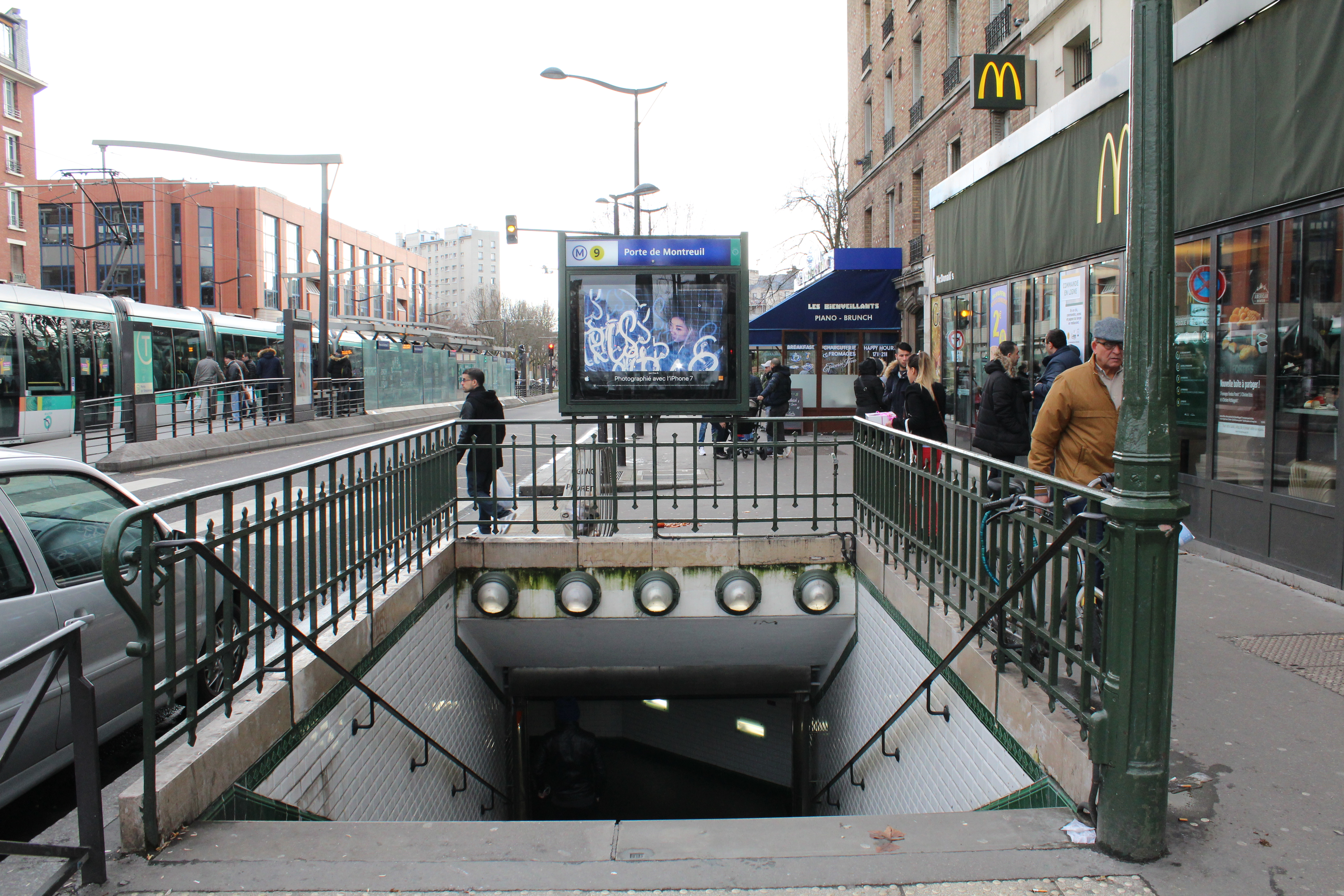
Südlicher Zugang am Boulevard Davout, links die Haltestelle der Straßenbahn

Die Station wurde am 10. Dezember 1933 in Betrieb genommen, als die Verlängerung der Linie 9 von Richelieu – Drouot bis dorthin eröffnet wurde. Sie hat zwei Mittelbahnsteige an vier Gleisen und ist 105 m lang. Der Querschnitt ist ellipsenförmig, neben der Station Porte de Charenton der Linie 8 weist sie mit 22,5 m das weiteste Gewölbe der „historischen“ Metro auf. Die Decke und die Wände sind weiß gefliest. Östlich der Station wurde eine dreigleisige Wende- und Abstellanlage errichtet, da jene bis 1937 östlicher Endpunkt der Linie war. Am 14. Oktober wurde die Linie 9 bis Mairie de Montreuil verlängert, wodurch Porte de Montreuil zur Durchgangsstation wurde. Die äußeren Gleise der Wendeanlage wurden zu den Streckengleisen; das in beiden Richtungen angeschlossene mittlere Gleis behielt seinen Betriebsbahnsteig.
Je zwei Zugänge liegen an der Avenue de la Porte de Montreuil und dem Boulevard Davout. Drei davon sind durch Dervaux-Kandelaber markiert, der südliche in der Avenue de la Porte de Montreuil durch ein gelbes M in einem Doppelkreis. Seit Dezember 2012 existiert am Boulevard Davout eine Straßenbahnhaltestelle mit Umsteigemöglichkeit zur dort verkehrenden Linie 3b.

## Fahrzeuge
Die Linie 9 wird mit konventionellen Fahrzeugen betrieben, die auf Stahlschienen verkehren. Zunächst verkehrten Züge der Bauart Sprague-Thomson, die dort ihr letztes Einsatzgebiet hatten. 1983 kam die Baureihe MF 67 auf die Strecke. Seit Oktober 2013 kam zunehmend die Baureihe MF 01 zum Einsatz, am 14. Dezember 2016 verkehrte der letzte MF-67-Zug auf der Linie 9.